# Hemiscyllium
Genre
Hemiscyllium est un genre de requins, ils sont couramment dénommés requins chabots.

## Liste des espèces
Selon World Register of Marine Species (6 janvier 2014) : 
- Hemiscyllium freycineti Quoy & Gaimard, 1824
- Hemiscyllium galei G. R. Allen & Erdmann, 2008
- Hemiscyllium hallstromi Whitley, 1967
- Hemiscyllium halmahera G. R. Allen, Erdmann & Dudgeon, 2013
- Hemiscyllium henryi G. R. Allen & Erdmann, 2008
- Hemiscyllium michaeli G. R. Allen & Dudgeon, 2010
- Hemiscyllium ocellatum (Bonnaterre, 1788
- Hemiscyllium strahani Whitley, 1967
- Hemiscyllium trispeculare J. Richardson, 1843